# Poselkyně starých příběhův českých
Poselkyně starých příběhův českých (stručně jen Poselkyně) je česká kronika, kterou sepsal křižovník Jan František Beckovský na přelomu 17. a 18. století. Popisuje české dějiny od nejstarších dob až do roku 1700.
Impulzem k jejímu napsání byla nedostupnost České kroniky sepsané Václavem Hájkem z Libočan a vydávané od roku 1541.
Beckovský vydal roku 1700 pouze první díl, který popisuje události do roku 1526 a vychází z Hájkovy kroniky, ve které opravil některé její nepřesnosti a chyby. Navazující druhý díl pro události z let 1526–1700 byl vydán posmrtně až roku 1880. Toto dílo je psáno velice prokatolicky, zároveň však velmi vlastenecky.